# Estação Las Parcelas
A Estação Las Parcelas é uma das estações do Metrô de Santiago, situada em Santiago, entre a Estação Monte Tabor e a Estação Laguna Sur. Faz parte da Linha 5.
Foi inaugurada em 03 de fevereiro de 2011. Localiza-se no cruzamento da Avenida Pajaritos com a Rua Arquitecto Hugo Bravo. Atende a comuna de Maipú.